# Авраменко, Андрей Александрович
Андрей Александрович Авраменко (р. 21 февраля 1960, Киев) — советский и украинский физик, специалист в области теплофизики, доктор технических наук, профессор, член-корреспондент НАН Украины по отделению физико-технических проблем энергетики.

## Биография
Выпускник Киевского политехнического института 1983 года. После окончания учебы начал работать в Институте технической теплофизики АН УССР. В 1986 году окончил аспирантуру в этом институте. С 1993 года — старший научный сотрудник, с 1998 года — ведущий научный сотрудник института. Прошел путь к заместителю директора по научной работе. В 2006 году возглавил отдел тепломассообмена и гидродинамики в элементах теплоэнергетического оборудования. В 2009 году был избран членом-корреспондентом НАН Украины по специальности «теплофизика».

## Научная деятельность
В 1990 году он получил научную степень кандидата технических наук, защитив диссертацию по теме «Газовый занавес на выпуклой поверхности с ускорением потока и внешней турбулентностью».
В 1997 году он получил научную степень доктора наук, защитив диссертацию по теме «Теплообмен и гидродинамика у вогнутых поверхностей с вторичными течениями».
Проводит научные исследования в области гидрогазодинамики, теплообмена, турбулентности. Занимается моделированием теплообменных и теплоэнергетических процессов с помощью собственного метода с применением группового анализа. Развил теорию турбулентности в пористых средах на основе ренормализационных групп.
Подготовил пять кандидатов наук. Является соавтором нескольких монографий. Имеет публикации в известных международных научных изданиях, таких как, «Journal of Fluids Mechanics», «Physics of Fluids», «International Journal Heat and Mass Transfer», «Proceedings of the Royal Society» и других.

## Работы
- Теплообмен и гидродинамика околокриволинейных поверхностей. К., 1992 (в соавторстве).
- Термогазодинамика сложных криволинейных потоков. К., 1999 (в соавторстве).
- Теплообмен и гидродинамика в полях центробежных массовых сил. В 4-х т. (в соавторстве). Ин-т техн. теплофизики НАН Украины. Киев, 2010. 316 с.

## Награды
- Премия НАН Украины для молодых ученых (1993).
- Стипендия президента Украины для молодых ученых (1994—1996).
- Стипендия Европейской комиссии (PECO), (Кардиффский университет, 1995).
- Премия Джорджа Сороса для профессоров, (1998—1999).
- Премия НАН Украины имени В. И. Толубинского (2009 по итогам конкурса 2008) за цикл работ «Тепломассообмен и гидродинамика гетерогенных потоков» (в соавторстве с Борисом Баско и Альфредом Накорчевским).
- Государственная премия Украины в области науки и техники (2014) за работу «Волокнистые материалы и изделия легкой промышленности с прогнозируемыми барьерными медико-биологическими свойствами».